# 耶路撒冷中央车站
耶路撒冷中央车站为以色列耶路撒冷规划中的一个铁路车站。

## 规划
新的特拉维夫－耶路撒冷铁路将会一直延伸至伊扎克·纳冯车站，其位于耶路撒冷西北入城口，地下80米处。有建议将线路延长至耶路撒冷市中心，从而可以到达位于耶路撒冷旧城的西墙。
起初计划在乔治国王及雅法大街路口建设此车站。此位置可换乘红线以及将来规划的蓝线。该站位于地下50米处。2017年，以色列政府宣布将车站命名为「唐纳德·约翰·特朗普-哭墙站」，以纪念美国总统特朗普承认耶路撒冷为以色列首都。
2018年7月，有建议提出了邻近小大卫广场的另一个地点。以色列铁路提出了法律异议谋求对车站位置进行修改。因为此地处于较高位置，故车站可以更深，设于地下75米处。